# Wierzbów (hromada Podhajce)
Wierzbów (ukr. Вербів) – wieś na Ukrainie w obwodzie tarnopolskim, w rejonie tarnopolskim.
Do 2020 w rejonie podhajeckim.

## Bibliografia

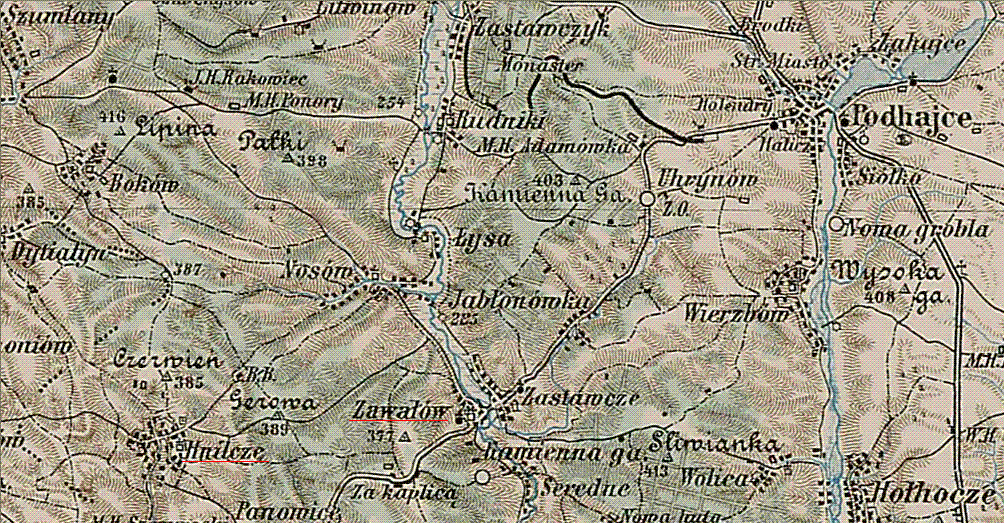
Na mapie z 1910 r.